# Marcos Camozzato
Marcos Camozzato (Porto Alegre, 17 giugno 1983) è un ex calciatore brasiliano, di ruolo difensore.